# エリーゼのために (アルバム)
『エリーゼのために』は、筋肉少女帯の1992年の7枚目のアルバム。

## 解説
タイトルにある「エリーゼ」とは当時大槻ケンヂが付き合っていた自殺志願の女性のことで、何度もリストカットを繰り返す彼女のために大槻が「生きてあげようかな」の歌詞を書いたのがきっかけとなっている。しかし彼女のリストカットは止まらず、自身の無力さを痛感したと大槻は語っている。
サウンド面では本城聡章がこのアルバムより作曲に参加している。
リマスタリングが施され、2009年9月16日に再発売された。

## 演奏者
- 大槻ケンヂ - ボーカル
- 橘高文彦 - ギター
- 本城聡章 - ギター
- 内田雄一郎 - ベース
- 太田明 - ドラム
- 秦野猛行 - キーボード（ゲスト）
- 安紀 - コーラス（ゲスト）

## 収録曲
| 全作詞: 大槻ケンヂ、全編曲: 筋肉少女帯。 |                                                  |            |                                  |
| #                                        | タイトル                                         | 作詞       | 作曲                             |
| 1.                                       | 「人生は大車輪」                                 | 大槻ケンヂ | 大槻ケンヂ・本城聡章・筋肉少女帯 |
| 2.                                       | 「世界の果て～江戸川乱歩に～」                   | 大槻ケンヂ | 本城聡章・筋肉少女帯             |
| 3.                                       | 「ソウルコックリさん」                           | 大槻ケンヂ | 大槻ケンヂ・本城聡章・筋肉少女帯 |
| 4.                                       | 「戦え!何を!?人生を!」(氷の世界のカップリング曲) | 大槻ケンヂ | 筋肉少女帯                       |
| 5.                                       | 「じーさんはいい塩梅」                           | 大槻ケンヂ | 本城聡章・筋肉少女帯             |
| 6.                                       | 「生きてあげようかな」                           | 大槻ケンヂ | 本城聡章・筋肉少女帯             |
| 7.                                       | 「スラッシュ禅問答」                             | 大槻ケンヂ | 橘高文彦・筋肉少女帯             |
| 8.                                       | 「妄想の男」                                     | 大槻ケンヂ | 本城聡章・筋肉少女帯             |
| 9.                                       | 「悲しくて御免なさい」                           | 大槻ケンヂ | 内田雄一郎・筋肉少女帯           |
| 10.                                      | 「新興宗教オレ教」                               | 大槻ケンヂ | 大槻ケンヂ・筋肉少女帯           |
| 11.                                      | 「愛のリビドー(性的衝動)」                       | 大槻ケンヂ | 橘高文彦・筋肉少女帯             |